# سیلویا پوپوویچ
سیلویا پوپوویچ (صربی: Силвија Поповић؛ زادهٔ ۱۵ مارس ۱۹۸۶) بازیکن والیبال زن اهل صربستان است.